# 2008 a légi közlekedésben
Ez a lista a 2008-as év légi közlekedéssel kapcsolatos eseményeit tartalmazza:

## Események

### január

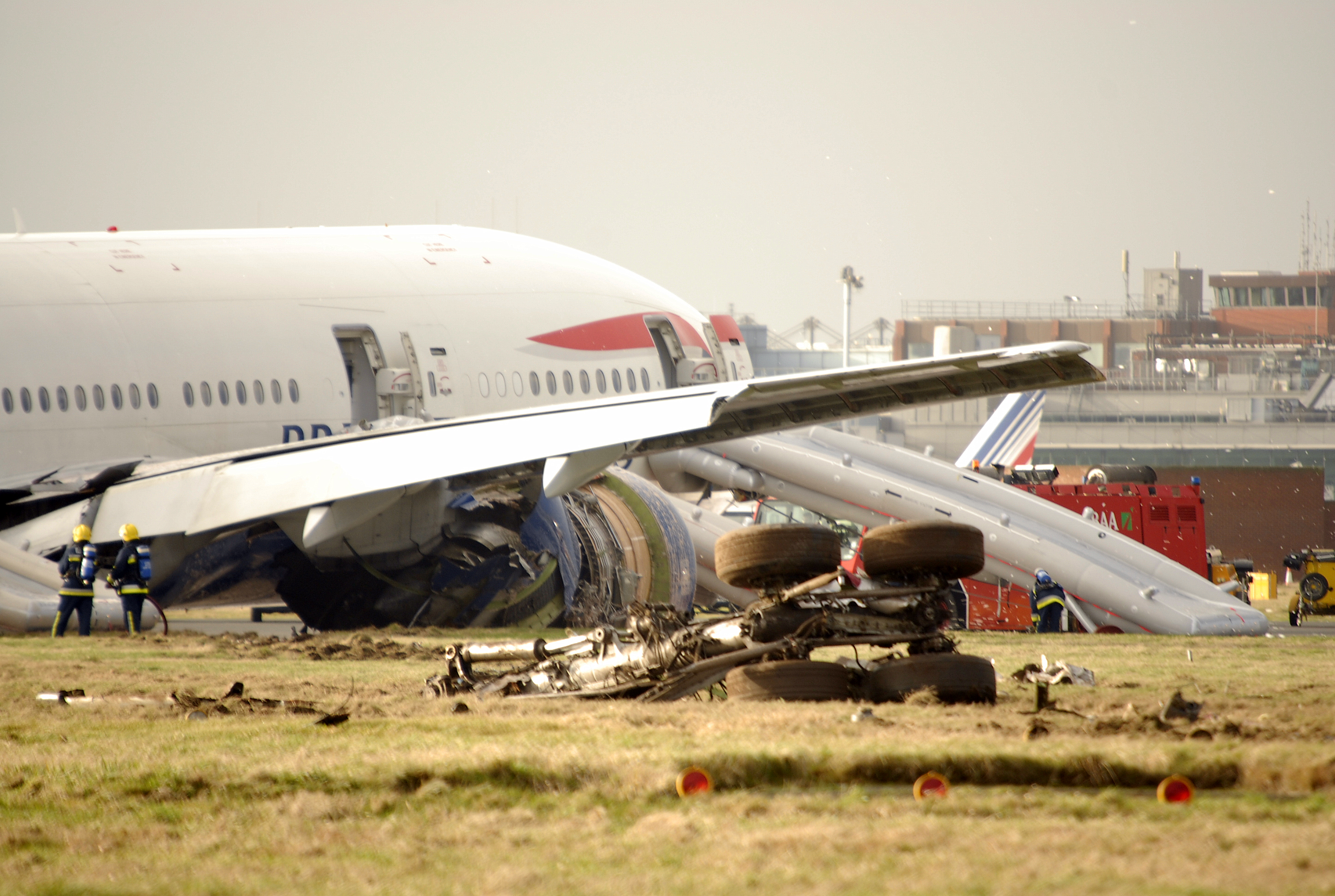
Baleset a londoni Heathrow repülőtéren (január 17.)

- január 7. – Podgorica. A Montenegro Airlines Fokker 100 (4O-AOK) típusú utasszállító repülőjét egy kézi lőfegyverből leadott lövés érte, leszállás közben. A vizsgálatok szerint valószínűsíthető, hogy nem szándékos támadás történt, hanem csak a helyi népszokásoknak megfelelően puskalövésekkel köszöntötték az ortodox karácsony ünnepét a helyi lakosok és ekkor találta el valaki a gépet. Az utasok közül senki sem sérült meg.[1]
- január 11. – Az Airbus átadja a Singapore Airlines légitársaságnak a második Airbus A380 utasszállító repülőgépet.
- január 17. – A British Airways légitársaság Pekingből Londonba tartó Boeing 777-es járata kényszerleszállást hajt végre Heathrow repülőtéren, jóval a leszállópálya előtt.[2] A baleset oka a hajtóművek tolóerejének lecsökkenése volt, ezt valószínűleg a tüzelőanyag-szivattyúk jegesedés miatti meghibásodása okozta: a hosszú szibériai repülőút alatt víz fagyott ki a kerozinból a tüzelőanyag-továbbító csövek falára, ami a leszállás alatt egyszerre vált le, eltömítve egy hőcserélőt.[3]
- január 19. – Angolában a rossz időjárási körülmények miatt egy Luandából Huambóba tartó, magán-légitársasághoz tartozó Beechcraft 200 típusú repülőgép röviddel a leszállás előtt 2000 méter magas hegynek ütközik és felrobban. A szerencsétlenségnek legalább 25 halottja van, köztük két portugál állampolgár.[4]
- január 23. – Az északnyugat-lengyelországi Mirosławiec katonai repülőtéren a Lengyel Légierő 13. szállító századához tartozó CASA C–295M típusú, spanyol gyártmányú szállító repülőgép négyfős személyzettel és 16 utassal a fedélzetén leszállás közben lezuhan. A balesetet senki sem éli túl, életét veszti a gép fedélzeten tartózkodó Andrzej Andrzejewski dandártábornok is.[5]
- január 30. – Az Azori-szigeteken – hajtóműhiba miatt – sikeres kényszerleszállást hajt végre a bolgár államfőt, Georgi Parvanovot szállító repülőgép.[6]
- január 31. – A Magyar Honvédség 10445 oldalszámú Mi–8T szállító helikoptere Óballa közelében 18 óra 19 perckor lezuhan, a fedélzeten tartózkodó négyfős személyzet egyik tagja,[7] Lükő Zsolt főtörzsőrmester, fedélzeti technikus életét veszti.[8]

### február
- február 2. – Bolíviában, kényszerleszállás közben összetörik egy Boeing 727-es utasszállító repülőgép.[9]
- február 8. – A stájerországi Totes Gebirge hegyvidék térségében lezuhan egy Bell 206 típusú helikopter; a két tapasztalt pilóta életét veszíti.[10]
- február 11. – Meghal Frank Piasecki amerikai repülőgéptervező, a Piasecki Helicopter (később Boeing Vertol) alapítója.
- február 14. – A Belavia Airlines fehérorosz légitársaság Canadair CRJ100 típusú, Jerevánból Minszkbe tartó repülőgépének szárnya talajnak ütközik és kigyullad az örmény fővárosban, áldozatok nincsenek.[11]
- február 21. – Mérida várostól 10 kilométerre. A Santa Bárbara Airlines 518-as járata, egy ATR 42-300 típusú utasszállító repülőgép felszállást követően egy közeli hegy oldalának csapódik pilótahiba miatt. A gépen utazó 43 utas és 3 fős személyzet életét veszti a balesetben.[12][13]
- február 22. – A Santa Barbara légitársaság Méridából Caracasba tartó ATR 42–300 típusú gépe – 43 utassal és háromfős személyzettel a fedélzetén – lezuhan a Méridai-Kordillerák hegyláncai között.[14]
- február 23. – Az Egyesült Államok Légierejének (USAF) B–2 Spirit bombázója röviddel a Guam-szigeten lévő Andersen légi támaszpontról történt felszállást követően lezuhant, a két pilóta sikeresen katapultált.[15] A baleset oka a gépek Pitot-csövébe került víz volt, ami a felszállás előtt a csövek bekapcsolt fűtése miatt felforrt, így a felszállás alatt a berendezés a valósnál nagyobb sebességet mutatott, így a gép kis magasságon átesett.[16]

### március
- március 18. – Leszáll Európában az első menetrend szerint közlekedő Airbus A380-as utasszállító repülőgép. A gép 449 utassal a fedélzetén a London-Heathrow-i repülőtéren landol.[17]
- március 20.
  - A Linie Cirrus Airlines Dornier 328-as típusú, Berlinből Mannheimbe tartó utasszállító repülőgépe landoláskor túlfut a leszállópályán és a zajvédő falnak csapódik.[18]
  - Az oroszországi Vlagyivosztok közelében – kiképzési repülés közben – lezuhan az Orosz Légierő egyik Szu–25 típusú csatarepülőgépe, pilótája életét veszíti.[19]
- március 27. – A Fekete-tengerbe zuhan az ukrán határőrség egyik – Odesszából a román felségvizekhez közeli Kígyó-szigetre tartó – Mi–8-as helikoptere, 13 fővel a fedélzetén.[20]

### április
- április 3. – 11:00, Benzdorp közelében. A Blue Wing Airlines PZ-TSO lajstromjelű Antonov An–28 típusú repülőgépe lezuhan. A gépen 17 utas van a baleset idején és 2 fő személyzet. Mindannyian életüket vesztik.[21]
- április 15. – Goma város közelében. Lezuhan egy utasszállító repülőgép. A hatóságok szerint legalább 70 fő veszti életét.[22]
- április 17. – 15:52-kor leszállás közben – egyelőre ismeretlen okokból – a Magyar Légierő 15-ös oldalszámú együléses MiG–29-ese lezuhant, a pilóta, Peszeki Zoltán őrnagy sikeresen katapultált. A katapultálást követően a pilóta nélküli gép irányítatlanul átszáguldott a 44-es főúton és a futópálya irányában a szántóföldön megállt. Bár részben egyben maradt, a gép jelentős, nagy értékű sérüléseket szenvedett. A vizsgálatok lezárulásáig nem jelenthető ki felelős, de Tömböl László mk. altábornagy állítása szerint[23] a repülési adatrögzítők kiértékelésének 2008. május 6-ai állapotakor a repülőgépben műszaki hibára utaló jeleket nem találtak.[24][25][26]

### május
- május 2. – A South Sudan Air Connection Beechcraft 1900 típusú utasszállító repülőgépe lezuhan. A balesetben 24 fő életét veszti.[27]

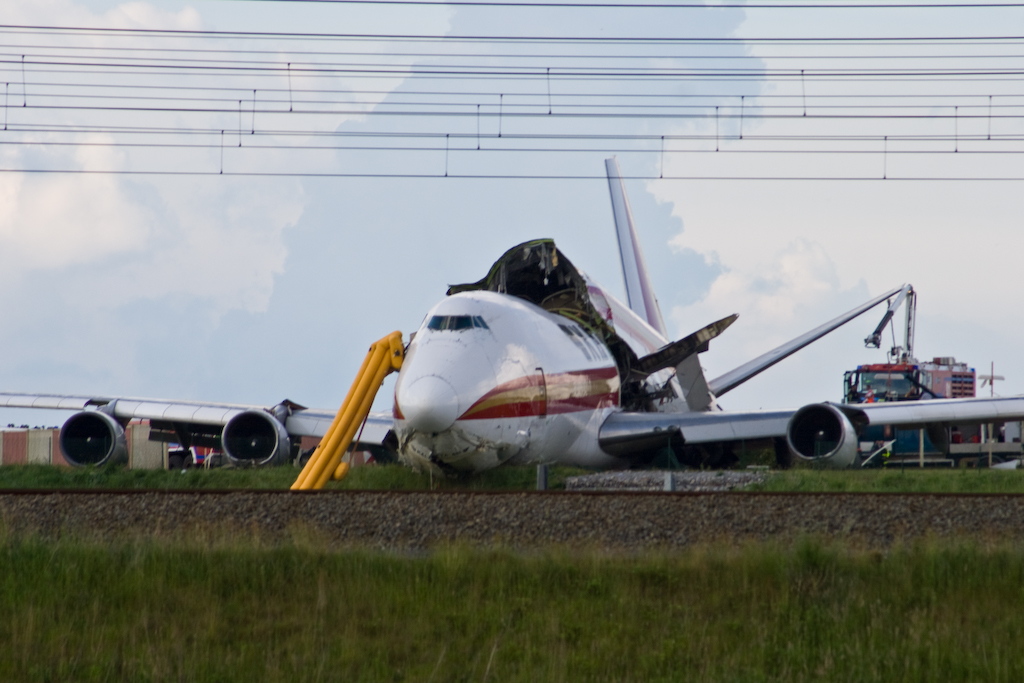
A Kalitta Air összetört repülőgépe

- május 25. – Brüsszelben felszállás közben a küszöbön túlfutott és összetört a Kalitta Air Boeing 747–200F teherszállító repülőgépe, négyen könnyebben megsérültek.[28]
- május 26. Cseljabinszk repülőtér közelében. Egy Antonov An–12-es típusú teherszállító repülőgép lezuhant. A 9 fős személyzet minden tagja életét vesztette.[29]
- május 29. – Délnyugat-Angliában – Great Torringtontól délkeletre, Kingscott falu erdős területen – a brit szárazföldi hadsereg egyik kiképző helikoptere lezuhan és a rajta utazó kétfős személyzet életét veszíti.[30]
- május 30. – A TACA közép-amerikai légitársaság Airbus A320 típusú utasszállító repülőgépe landolás közben – 124 utassal és 11 fős legénységgel a fedélzetén – túlszalad a leszállópályán, majd átszakítja a tegucigalpai nemzetközi repülőtér védőgátját és egy közúton áll meg. A balesetben öten vesztik életüket – köztük a gép kapitánya és a másodpilóta –, illetve 75-en megsérülnek.[31]
- május 31. – Tizennégy emberrel a fedélzetén – Yingxiu város közelében – lezuhan a kínai hadsereg egyik helikoptere, amely a május 12-i szecsuani földrengést követő mentési munkálatokban segédkezett.[32]

### június

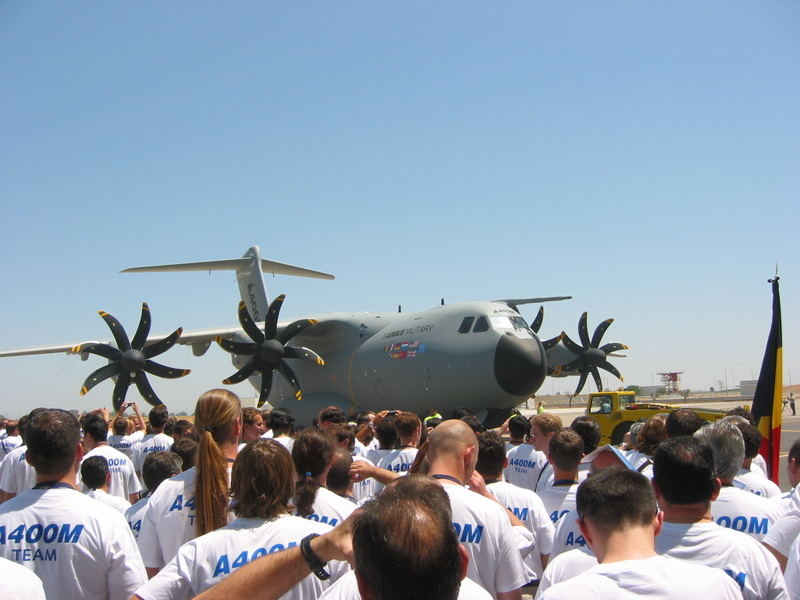
Az Airbus A400M roll-outja

- június 10. – Kartúmban, a Jordániából érkező Airbus 310-es járat 200 főnyi utassal a fedélzetén – landolás után,[33] a hajtóműben történt robbanás miatt – kigyullad.[34]
- június 13. – Összeütközik és lezuhan az amerikai légierő egy F–5 Tiger II és egy F/A–18 Hornet vadászrepülőgépe; a baleset során az egyik pilóta életét veszíti.[35]
- június 19. – Bosznia-Hercegovinában lezuhan az Európai Unió békefenntartóinak egyik, rutinjellegű repülést végrehajtó helikoptere; a kétfőnyi spanyol személyzet és a gépen utazó két német tiszt életét veszíti.[36]
- június 20. – A szabolcs-szatmár-bereg megyei Fehérgyarmat és Nábrád között, egy használaton kívüli repülőtér közelében – manőver közben – földhöz csapódik a magyar légierő kiképzésre használt L–39 Albatros típusú repülőgépe; a balesetben Janicsek András alezredes (kiképzőpilóta) és Ignácz Zoltán főhadnagy életét veszíti.[37]
- június 22. – Nagybajom közelében lezuhan egy, a Csányi Sándor érdekeltségébe tartozó Alexandra Kft. tulajdonában álló Gazelle típusú helikopter. A balesetben öten szenvedtek sérüléseket.
- június 26. – Az Airbus A400M roll-out ceremóniája. A prototípus előreláthatóan 2008 végén emelkedik először a levegőbe.[38]
- június 27. – Lezuhan a Juba Cargo légiforgalmi vállalat teherszállító repülőgépe, vélhetően villámcsapás miatt. A balesetben a 8 fős személyzet életét veszti.[22]
- június 29. – Két orvosi helikopter ütközik össze az arizonai Flagstaff város kórházánál; a balesetben hét ember életét veszíti, és hárman súlyosan megsérülnek.[39]

### július
- július 3.
  - Közel hatvan év után elindul az első menetrend szerinti repülőjárat Kína és Tajvan között.[40]
  - Zólyom közelében, Borosznónál lezuhan a poprádi székhelyű TECH–MONT Helicopter Company tulajdonába tartozó szlovák Mi–8 típusú helikopter. A balesetben ketten meghalnak, míg a személyzet harmadik tagja súlyosan megsérül.[41][42]
- július 7. – A Centurion amerikai légi fuvarozó vállalat Bogotából Miamiba tartó Boeing 747-es teherszállító repülőgépe egy – a kolumbiai fővároshoz közeli – falura zuhan és kigyullad; a gép nyolcfős személyzete túléli a zuhanást, azonban két helybéli meghal.[43]
- július 20. – Lezuhan az amerikai légierő egyik B–52-es hadászati bombázója a csendes-óceáni Guam szigetnél.[44]
- július 25. – Az ausztrál Qantas légitársaság Londonból Melbourne-be tartó Boeing 747-es utasszállító repülőgépe – 346 utassal és 19 főnyi személyzettel a fedélzetén – Manilában kényszerleszállást hajt végre, mivel repülés közben 2–3 méteres lyuk keletkezett a gép törzsén.[45]
- július 28. – A Mojave-sivatagban bemutatják a WhiteKnightTwo-t, a SpaceShipTwo magán-űrrepülőgép hordozórepülőgépét.[46]
- július 31. – Kiskunlacháza közelében lezuhan az OMSZ Légimentő Kht. Eurocopter EC 135 T2 típusú mentőhelikoptere. A gépen tartózkodók közül egy fő a helyszínen, a pilóta a kórházban életét veszti.

### augusztus

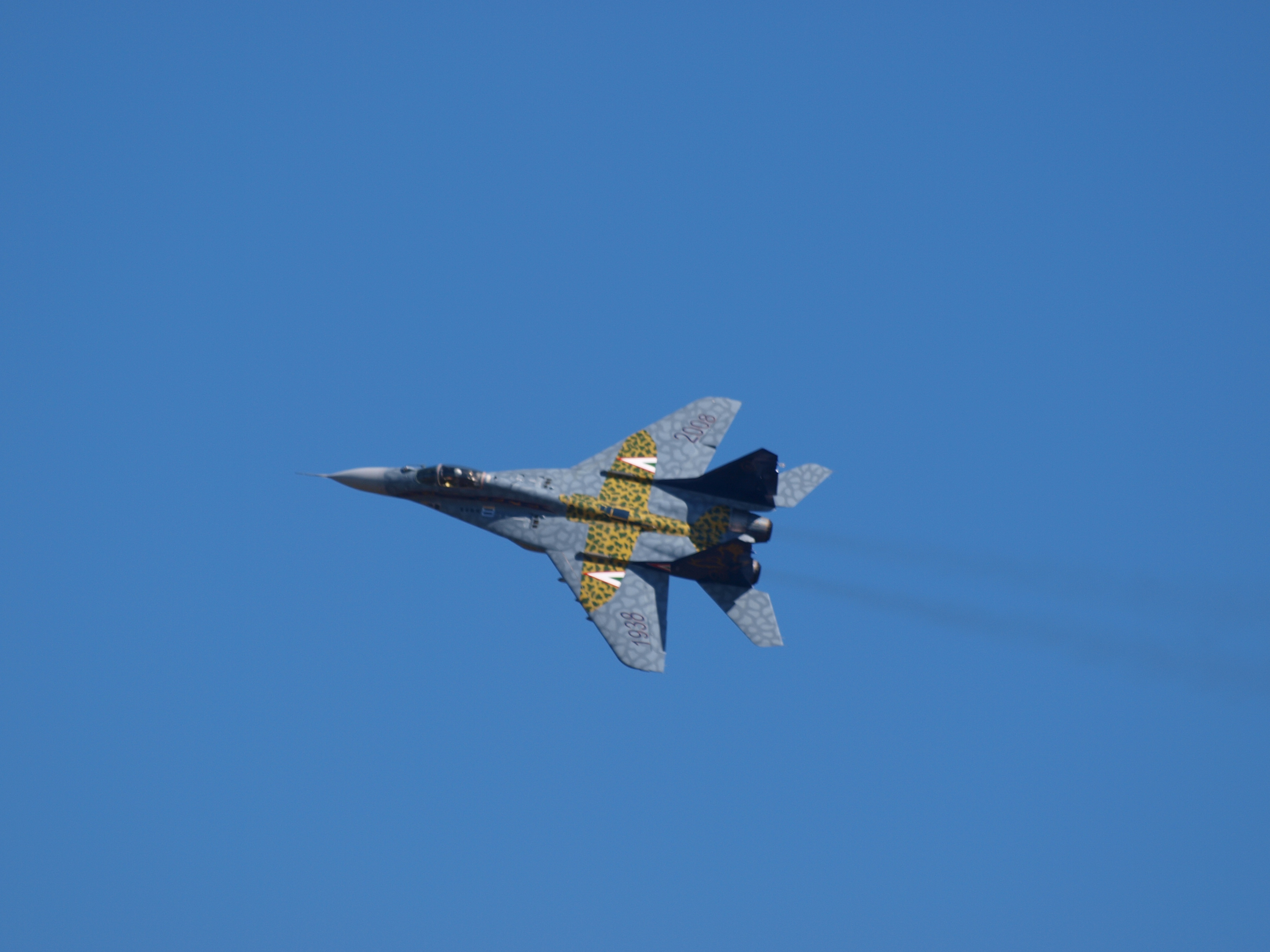
A Magyar Légierő különleges festésű MiG–29-ese a 2008-as Kecskeméti repülőnapon

- augusztus 7. – Kaliforniában – emberek által nem lakott, elhagyatott vidéken – lezuhan egy tűzoltókat szállító Sikorsky S–61 típusú helikopter, s a fedélzetén lévő 7 tűzoltó és a helikoptert vezető személyzet 2 tagja életét veszíti.[47]
- augusztus 16–17. – Újra megrendezik a Kecskeméti Repülőnapot.
- augusztus 19. – Zsúfolt utcára zuhan egy Cessna Japánban, a gépen utazó két férfi könnyebben megsérül, az utcán lévőknek nem esik bajuk.[48]
- augusztus 20.
  - Felszállás közben egyik hajtóműve kigyulladása után lecsúszik a futópályáról és kiég a Spanair légitársaság MD–82-es repülőgépe. A fedélzeten tartózkodó 173 személy közül 145 meghal.[49] A katasztrófa oka a fékszárnyak rossz beállítása és az erre figyelmeztető műszer meghibásodása volt.[50]
  - Budapesten megtartják a szokásos Red Bull Air Racet.
  - Kényszerleszállás közben a RAF Cranwell repülőtér futópályáján (Sleaford közelében, Nagy-Britannia) összetört a RAF egyik BAe Hawk kiképző repülőgépe, a pilóták sikeresen katapultáltak.[51]
- augusztus 24.
  - Egy kétmotoros repülőgép, Canyonlands Fields repülőtértől 3 kilométerre – tíz fővel a fedélzetén – lezuhan az egyesült államokbeli Utah szövetségi államban – az Arches Nemzeti Park közelében. A fedélzeten tartózkodók életüket vesztik.[52]
  - Az Itek-Air kirgiz magántársaság Boeing 737-es utasszállító repülőgépe, 90 fővel a fedélzetén – kevéssel a levegőbe emelkedés után, Zsani-Zser falu mellett – lezuhan. A légi katasztrófát 25-en élik túl; a gépen tartózkodó – egyik – kirgiz sportiskola 17 kamaszkorú kosárlabdázója közülük heten élik túl a szerencsétlenséget.[53]

### szeptember
- szeptember 2. – Egy humanitárius segélyeket szállító repülőgép lezuhan. A gépen tartózkodó 17 fő életét veszti.[22]
- szeptember 14. – Perm mellett, valószínűleg kényszerleszállás közben lezuhant az Aeroflot Nord Boeing 737-ese, a fedélzetén tartózkodó 83 utas és az ötfős legénység meghalt.[54][55] A baleset oka valószínűleg a korábban szovjet típusokon sokat repült, és az eltérő műszerekhez szokott pilóták térbeli dezorientációja volt.[56]
- szeptember 24. – Gyakorlórepülés közben Batajnicánál lezuhant a Szerb Légierő G–4 Super Galeb kiképző repülőgépe, pilótája, Kanász István alezredes meghalt.[57][58]
- szeptember 30. – Az Iráni Légierő – „adminisztrációs hiba miatt” – földre kényszerít egy Afganisztánba tartó sugárhajtású civil repülőgépet, amelynek fedélzetén magyar katonák tartózkodnak.[59]

### október
- október 2.

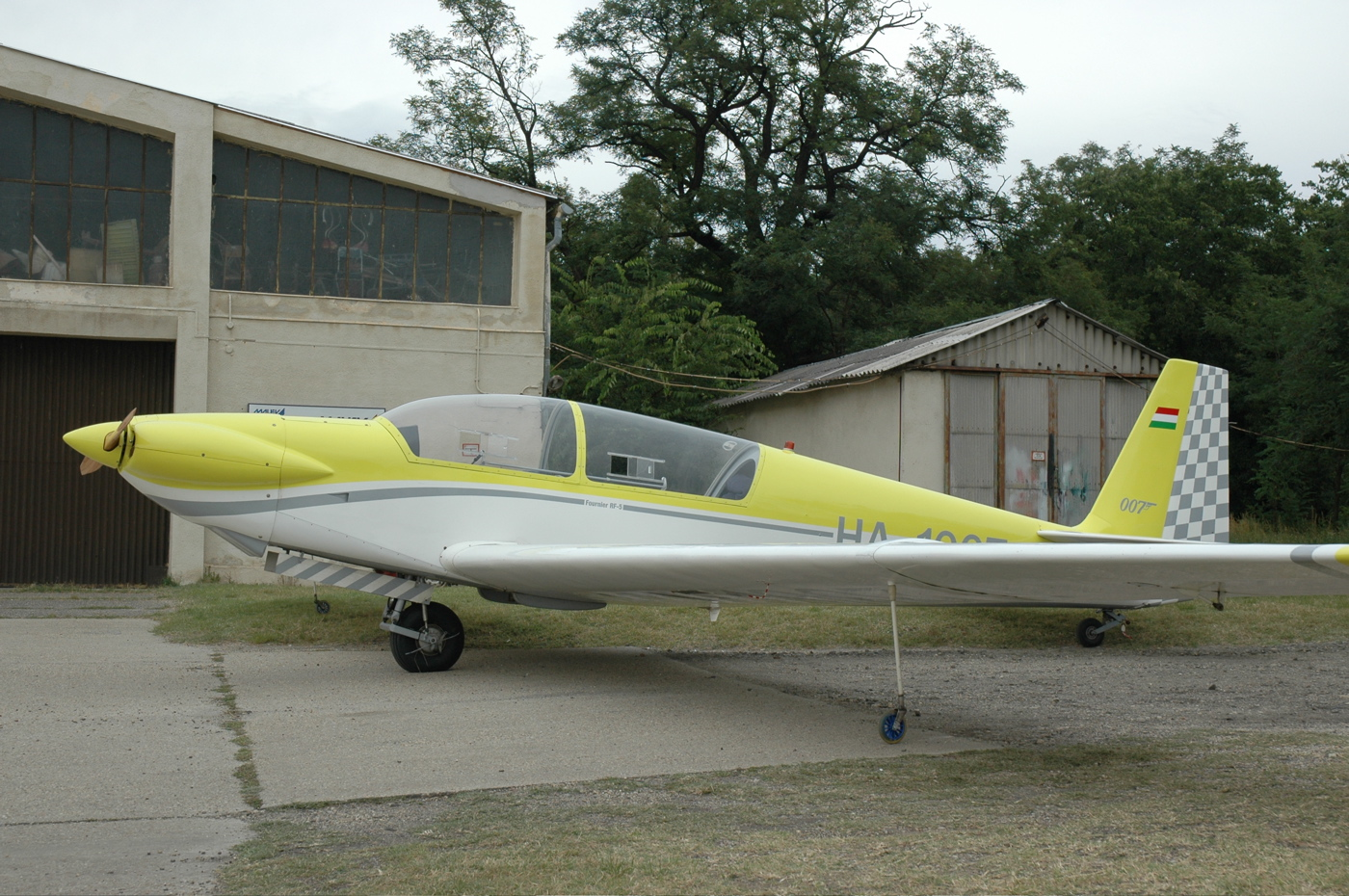
A Hármashatárhegyen lezuhant Fournier RF–5 motoros vitorlázó repülőgép 2008 szeptemberében, Dunakeszin

  - Kalinyingrád repülőterén hasra száll a KD-Avia Boeing 737–300 típusú repülőgépe, mert nem nyílik ki a futóműve. A kényszerleszállás során senki sem sérül meg.[60] Utóbb kiderült, hogy a műszaki hibát megoldották, de a futó kiengedését ezután elfelejtették.[61]
  - Bretagne közelében, a tenger felett összeütközik a Francia Haditengerészet két Super Étendard repülőgépe, az egyik pilóta katapultál, a másik sorsa ismeretlen.[62]
- 2008. október 7., Parnu repülőtér közelében. Egy svéd felségjelű magántulajdonú, Piper P–28-as típusú kis repülőgép leszállás közben a földnek csapódott a repülőtér közelében és kigyulladt. A balesetben a pilóta vesztette életét.[63]
- október 28. – A hármashatárhegyi repülőtéren lezuhan a HA–1007 lajstromjelű, Fournier RF–5 típusú motoros vitorlázó repülőgép. A gép pilótája életét veszti.

### november

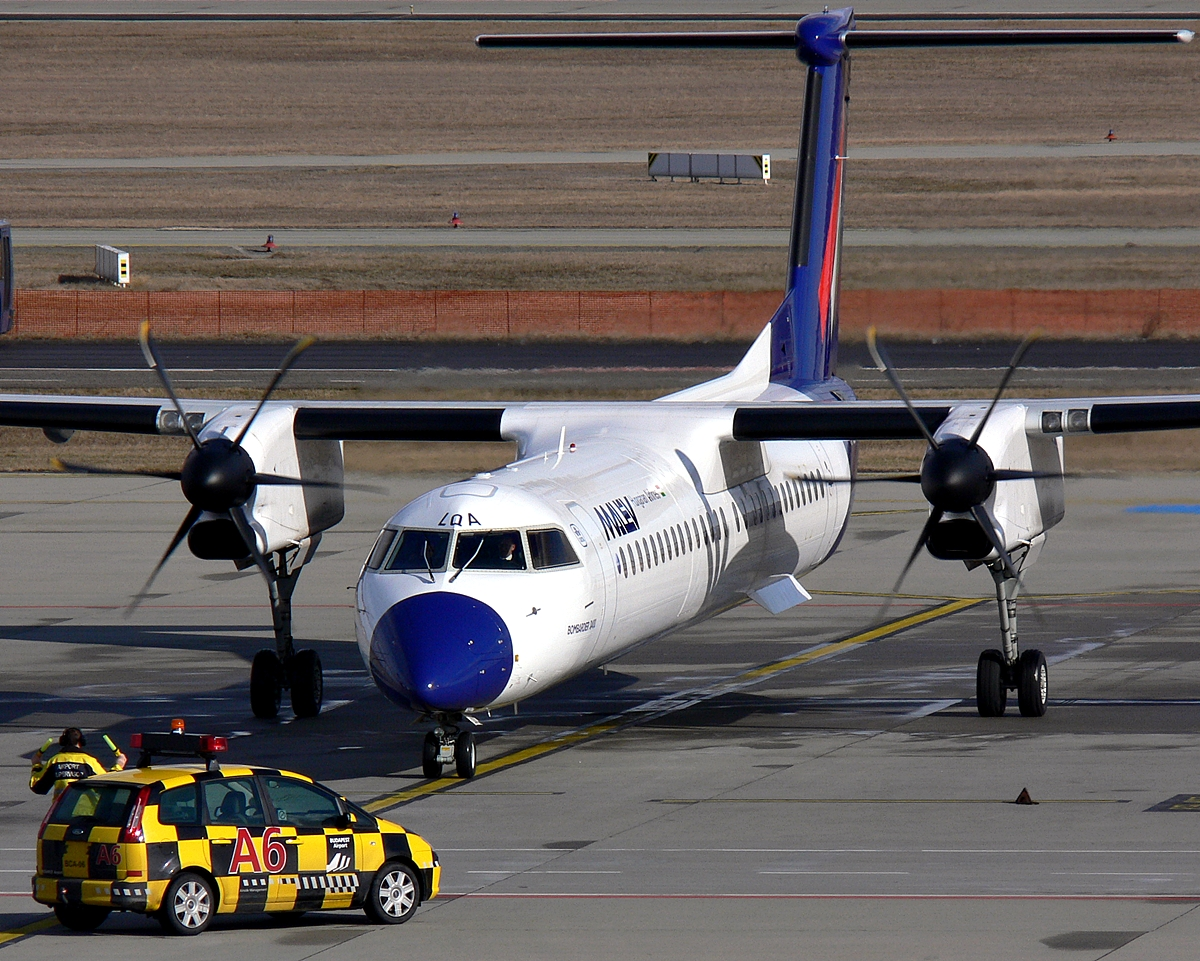
A HA–LQA, a Malév első Bombardier Dash 8 Q400-asa Ferihegyen

- november 4. – 18:45 körül (helyi idő szerint), Mexikóváros. Lezuhan a mexikói belügyminiszter kis repülőgépe. A balesetben a miniszter és további 15 fő életét veszti, 40 fő megsérül. A gépen kilenc fő tartózkodik a baleset idején és a háromfős személyzet. A földön további 7 fő veszti életét.[64][65][66]
- november 8. Lezuhan egy Learjet 45-ös fedélzetén a mexikói belügyminiszterrel a főváros egyik sűrűn lakott negyedére. A katasztrófakor a fedélzeten tartózkodó összes ember és további 4 ember életét vesztette.
- november 27.
  - Megérkezik Budapestre a Malév első, HA-LQA lajstromjelű Bombardier Q400-as légcsavaros repülőgépe.[67]
  - Javítás utáni gyári berepülés közben Perpignan mellett a Földközi-tengerbe zuhant az Air New Zealand Airbus A320-as repülőgépe, melyet a német XL Airways Germany lízingelt, heten meghaltak.[68] A katasztrófa oka a hajtóművek tolóerejének hirtelen megugrása volt, mely a repülőgép kormányozhatatlanná válását eredményezte.[69]

### december
- december 8. 11:11 után. Műszaki meghibásodás miatt lezuhan az Amerikai Egyesült Államok Légierejének egyik F/A-18D Hornet típusú vadászrepülőgépe. A pilóta, Dan Neubauer főhadnagy a becsapódás előtt még időben katapultál. A lezuhanó gép három épületet megrongál, négy fő, köztük két felnőtt és két gyermek életüket vesztik.[70][71][72][73]

## Első felszállások
- május 19. – Szuhoj Superjet 100[74][75]
- december 21. – WhiteKnightTwo[76]

### Tervezett első felszállások
- Boeing 787 Dreamliner – 2008 negyedik negyedéve (Az első gépek átadásának tervezett ideje 2009 eleje)
- Airbus A400M – 2008 vége. A repülési tesztek 2008 tavaszán kezdődtek volna ütemezés szerint. A hajtómű üzempróbájának újabb késedelme miatt elhalasztva 2009 negyedik negyedévére (újból felmerült a program törlése; elvetették).
- Boeing 747–8 – 2008 negyedik negyedéve
- ACAC ARJ21[77]

## Lásd még
- Légikatasztrófák